# Ashinia Miller
Ashinia Miller (* 6. Juni 1993 in Kingston) ist ein jamaikanischer Kugelstoßer.

## Sportliche Laufbahn
Erste internationale Erfahrungen sammelte Ashinia Miller bei den CARIFTA-Games 2009 in Vieux Fort, bei denen er die Goldmedaillen im Kugelstoßen und im Diskuswurf gewann. 2010 gewann er bei den CARIFTA-Games in George Town mit 18,41 m die Silbermedaille. Bei den Zentralamerika- und Karibikjuniorenmeisterschaften (CAC) in Santo Domingo belegte er mit 17,21 m den vierten Platz. Damit qualifizierte er sich für die Juniorenweltmeisterschaften in Moncton, bei denen er mit 17,44 m in der Qualifikation ausschied. Anschließend nahm er an den erstmals ausgetragenen Olympischen Jugendspielen in Singapur teil und belegte dort mit 1,76 m im B-Finale den sechsten Platz. Bei den CARIFTA-Games 2011 in Montego Bay gewann er mit neuem Meisterschaftsrekord von 19,47 m die Goldmedaille und wurde im Diskuswurf mit 49,20 m Vierter. Anschließend gewann er bei den Panamerikanischen-Juniorenmeisterschaften in Miramar mit 19,97 m ebenfalls Gold. 2012 gewann Miller bei den CARIFTA-Games in Hamilton erneut Gold im Kugelstoßen sowie Bronze im Diskuswurf. Er nahm später an den CAC-Juniorenmeisterschaften in San Salvador teil und gewann auch dort mit neuem Meisterschaftsrekord von 19,70 m die Goldmedaille gewann. Bei den Juniorenweltmeisterschaften in Barcelona belegte er mit 18,70 m im Finale den elften Platz.
Drei Jahre später belegte er bei den NACAC-Meisterschaften in San José mit 18,35 m den sechsten Platz. 2018 nahm er erstmals an den Commonwealth Games im australischen Gold Coast teil und belegte dort mit 19,68 m Rang sieben. Anschließend gewann er bei den Zentralamerika- und Karibikspielen in Barranquilla mit 20,19 m die Silbermedaille hinter seinem Landsmann O’Dayne Richards. 
Miller ist Absolvent für Financial planning der University of Georgia. 

## Persönliche Bestleistungen
- Kugelstoßen: 20,93 m, 11. Mai 2018 in Hamilton
  - Halle: 20,49 m, 11. Februar 2018 in Atlanta (jamaikanischer Rekord)
- Diskuswurf: 54,35 m, 16. März 2013 in Athens